# Acleris kuznetsovi
Acleris kuznetsovi (лат.) — вид бабочек из семейства листовёрток. Распространён на юге Приморского края и северо-востоке Китая. Обитают в долинных широколиственных, в частности орехово-ясеневых, и кедрово-широколиственных пойменных лесах, в которых произрастает калина буреинская. Гусеницы встречаются в мае на калине буреинской в пакетиках, образованных из листа, сложенного вдоль главной жилки и сплетённого по краю шелковиной. Бабочек можно наблюдать с конца июня по июль. Размах крыльев 14—19 мм.